# Petr Benát
Petr Benát (Děčín, 20 maggio 1980) è un calciatore ceco, centrocampista del Dynamo České Budějovice.